# 从小李到老李
《从小李到老李 ：一个中国人的一生》(法語：Une vie chinoise)是法国漫画，作者是李昆武和欧励行（Philippe Ôtié），画插图者是李昆武，英文译者是Edward Gauvin。
本漫画介绍李昆武的文化大革命生活。